# Besard Šabović
Besard Šabović (mazedonisch Бесард Шабовиќ; albanisch Besard Ferri; * 5. Januar 1998 in Skopje) ist ein schwedisch-nordmazedonischer Fußballspieler albanischer Ethnizität.

## Karriere

### Verein
Šabović begann seine Karriere beim IF Brommapojkarna. Zur Saison 2015 wechselte er in die Jugend des Djurgårdens IF. Im August 2015 stand er gegen den Halmstads BK erstmals im Profikader von Djurgårdens. Sein Debüt für die Profis in der Allsvenskan gab er schließlich im April 2016 gegen den Malmö FF. In der Saison 2016 kam er insgesamt siebenmal in der höchsten schwedischen Spielklasse zum Einsatz. Zur Saison 2017 kehrte er leihweise zum Zweitligisten Brommapojkarna zurück. Für Brommapojkarna spielte er sechsmal in der Superettan, ehe er sich im Juli 2017 das Kreuzband riss und so bis zum Ende der Leihe nicht mehr zum Einsatz kommen konnte, ohne ihn stieg der Klub zu Saisonende in die Allsvenskan auf.
Zur Saison 2018 kehrte Šabović wieder zu Djurgårdens zurück, wo er nach seiner überstandenen Verletzung im September 2018 sein Comeback gab. In der Saison 2018 kam er insgesamt zweimal zum Einsatz. In der Saison 2019 wurde er auf Kooperationsbasis an den Zweitligisten Dalkurd FF verliehen. Für Dalkurd absolvierte er 2019 27 Partien in der Superettan, zudem kam er einmal für seinen Stammverein Djurgårdens in der Allsvenskan zum Einsatz. Zur Saison 2020 verließ er Djurgårdens nach fünf Jahren schließlich endgültig und wechselte innerhalb der höchsten Spielklasse zum Mjällby AIF. In der Saison 2020 kam er zu 27 Einsätzen für Mjällby, in denen er viermal traf.
Im Februar 2021 wechselte der Mittelfeldspieler in die Türkei zu Kayserispor. In Kayseri kam er bis zum Ende der Saison 2020/21 zu elf Einsätzen in der Süper Lig. Zur Saison 2021/22 verließ Šabović die Türkei nach einem halben Jahr wieder und wechselte nach Russland zum FK Chimki. Im August 2022 wechselte Šabović zurück nach Schweden zum Djurgårdens IF.

### Nationalmannschaft
Šabović spielte ab der U-16 für schwedische Jugendnationalteams. Mit der U-19-Auswahl nahm er 2017 an der EM teil, bei der die Schweden allerdings bereits in der Vorrunde ausschieden. Während des Turniers kam er zu zwei Einsätzen. 2019 spielte der gebürtige Mazedonier dann dreimal für die U-21-Mannschaft seines Geburtslandes. 2020 wechselte er wieder zurück zum schwedischen Verband und spielte zweimal für die U-21 der Schweden.

## Erfolge
Djurgårdens IF
- Schwedischer Meister: 2019